# Adalberto Tejeda (centrala Minatitlán)
Adalberto Tejeda är en ort i Mexiko.   Den ligger i kommunen Minatitlán och delstaten Veracruz, i den sydöstra delen av landet, 500 km öster om huvudstaden Mexico City. Adalberto Tejeda ligger 39 meter över havet och antalet invånare är 298.
Terrängen runt Adalberto Tejeda är platt. Runt Adalberto Tejeda är det ganska glesbefolkat, med 29 invånare per kvadratkilometer. Närmaste större samhälle är Carrizal Cinco de Febrero, 16,9 km sydväst om Adalberto Tejeda. Omgivningarna runt Adalberto Tejeda är en mosaik av jordbruksmark och naturlig växtlighet.